# Многоканальная сеть
Многоканальная сеть, сокращённо МКС, также мультиканальная сеть (от англ. multi-channel network, MCN) или медиасеть, — организация, предоставляющая помощь в управлении каналом на YouTube.

## Типы сетей
Разделяют два типа многоканальных сетей:
- Обычная многоканальная сеть — сеть, не зависящая от каких-либо других многоканальных сетей;
- Многоканальная сеть нижнего уровня (SubNetwork) — сеть, зависящая от какой-либо другой обычной многоканальной сети[3].

## Подключение
Для того чтобы вступить в многоканальную сеть для начала автору необходимо подключиться к партнёрской программе YouTube. Для этого нужно связать свой канал с единой системой монетизации контента AdSense в сервисах компании Google, а также набрать на своём канале как минимум одну тысячу подписчиков и не менее четырёх тысяч часов просмотра видеороликов за последние 12 месяцев. Данные требования были введены в январе 2018 года для борьбы со злоумышленниками, ранее на видеоплатформе не действовало никаких ограничений для монетизации видеоконтента. После соблюдения этих критериев автор получает возможность включить монетизацию своего контента, чтобы начать получать доход с коммерческих просмотров видеороликов, а также от просмотров зрителей, подписанных на YouTube Premium и от других платных сервисов YouTube. Партнёрская программа забирает 45 процентов от общей суммы дохода от канала, остальные 55 уходят автору контента.
Когда все вышеописанные требования были соблюдены, у автора появляется возможность подать заявку на вступление в одну из медиасетей YouTube, однако это не обязательно, но любая многоканальная сеть имеет широкий спектр преимуществ, сравнивая с партнёрской программой YouTube (об этом — ниже). Также любая многоканальная сеть вправе задавать дополнительные критерии для подключения авторов.

## Преимущества
Для привлечения талантливых авторов многоканальные сети предлагают им спектр различных преимуществ, которые не предоставляет сам YouTube. И хотя в последнее время видеохостинг практически сравнял в правах авторов подключенных к партнёрской программе YouTube и авторов подключённых к многоканальным сетям, медиасети имеют ряд преимуществ, сравнивая с партнёрской программой YouTube. Некоторые из них:
- Вывод заработанных средств ниже планки в сто долларов, установленной системой монетизации контента Google AdSense;
- Вывод заработанных средств на электронные денежные системы, которые не поддерживает Google AdSense[9];
- Поддержка по любым вопросам, связанным с YouTube, в том числе по ложным нарушениям;
- Сотрудничество с партнёрами схожей тематики для взаимного продвижения;
- Сотрудничество с крупными рекламодателями;
- Подключение к системе Content ID[англ.].

и другие.

## Недостатки
Как и преимущества, недостатки для каждой многоканальной сети опциональны, однако неизменным недостатком для каждой сети можно считать деление дохода. Каждая медиасеть берёт значительный процент за работу с ней. Этот процент каждая сеть вправе выбирать сама. То есть с общего дохода канала сначала берёт некоторый процент сам YouTube, а потом уже медиасеть, с которой вы сотрудничаете. Блогер и аниматор TheOdd1sOut в ролике «Обманы которые должны быть нелегальными (англ. Scams That Should be Illegal)» Джеймс высказывается так о МКС: «Если вы свяжитесь с этой сетью, то они не сделают ничего. Кроме того что будут забирать кусок ваших денег каждый месяц»